# 7999 Nesvorný
(7999) Nesvorny, denumire internațională (7999) Nesvorný, este un asteroid din centura principală de asteroizi.

## Descriere
7999 Nesvorný este un asteroid din centura principală de asteroizi. A fost descoperit pe 11 septembrie 1986 la Stația Anderson Mesa de Edward L. G. Bowell. Asteroidul prezintă o orbită caracterizată de o semiaxă mare de 3,05 ua, o excentricitate de 0,09 și o înclinație de 11,7° în raport cu ecliptica.